# Taz (videojuego)
Taz fue distribuido por Atari en 1983 para el Atari 2600 y es sobre el personaje Taz creado por Warner Bros. El juego, aparte del título en pantalla, no tiene nada que ver con Taz, ya que este aparece como un torbellino. El juego fue distribuido en Europa bajo el nombre de Asterix; en vez de mostrar al demonio de Tasmania se muestra a Asterix.

## Argumento
El juego consiste en guiar a Taz entre las líneas para que se coma las hamburguesas y evitar la dinamita. El juego no utiliza ningún botón y la dificultad del juego se incrementa únicamente con la velocidad de los objetos en pantalla. A medida que el juego avanza, las hamburguesas van cambiando por tarros de cerveza, hot dogs, entre otros. De esa manera el videojuego muestra el progreso de juego.
No existen muchos efectos de sonido durante el juego a excepción de un "blip" cuando se come un objeto y otro que se asemeja a una explosión cuando toca una dinamita.